# Alsaceviner

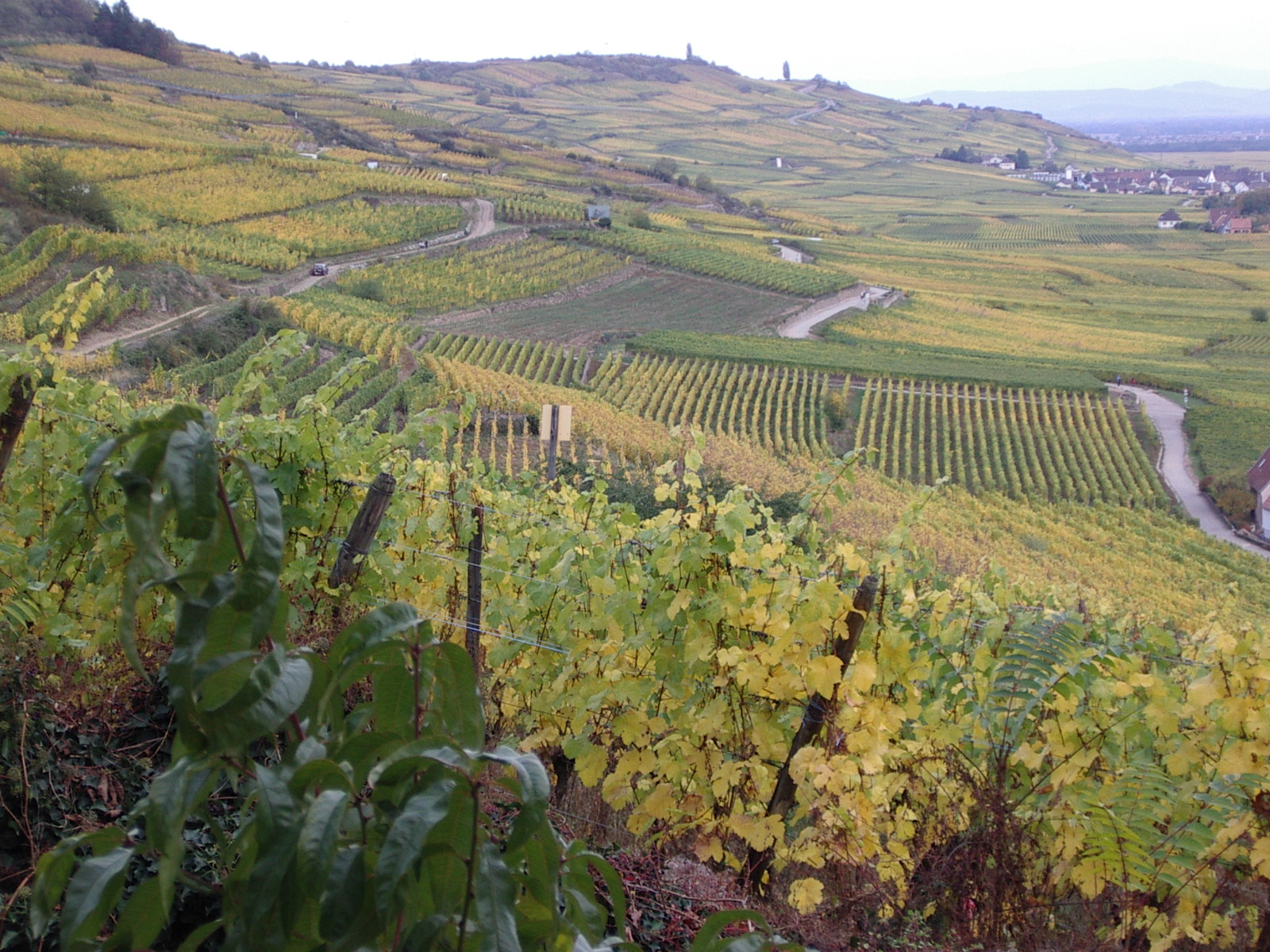
Vingårdar i Alsace, vid Kaysersberg

Alsaceviner är viner från Alsace i Frankrike mellan städerna Strasbourg och Mulhouse. I området produceras framförallt vita viner (90%), men även röda viner på druvan Pinot noir förekommer. Största skillnaden mellan alsaceviner och dess tyska grannar på andra sidan Rhen, är att alsacevinerna traditionellt får jäsa ut helt och därmed saknar restsötma. De är oftast också kraftigare. En ny trend är att en viss restsötma är vanlig även i rieslingviner.

## Historia
Alsace som vinregion grundläggs på 700-talet, men det var under kung Ludvig XIV och i sviterna av 30-åriga kriget som vinodlingen tog fart i slutet av 1600-talet. När Alsace blev tyskt efter fransk-tyska kriget 1870-71 hade området 65 000 hektar vinodlingar. Resten av 1800-talet innebar en kamp mot de amerikanska sjukdomarna Vinmjöldagg och Vinbladmögel (Vinlusen anlände inte till Alsace förrän 1904). Det innebar att nästan alla gamla stockar dog och en hel del amerikanska hybrider planterades. När Alsace åter blev franskt 1918 började hyriderna rivas upp och kvalitetsviner var åter ledstjärnan. Idag är 16 000 hektar planterat.

## Indelning
Området indelas i Bas-Rhin i norr och Haut-Rhin i söder. I Haut-Rhin ligger de mer kända vingårdarna.

## Druvor

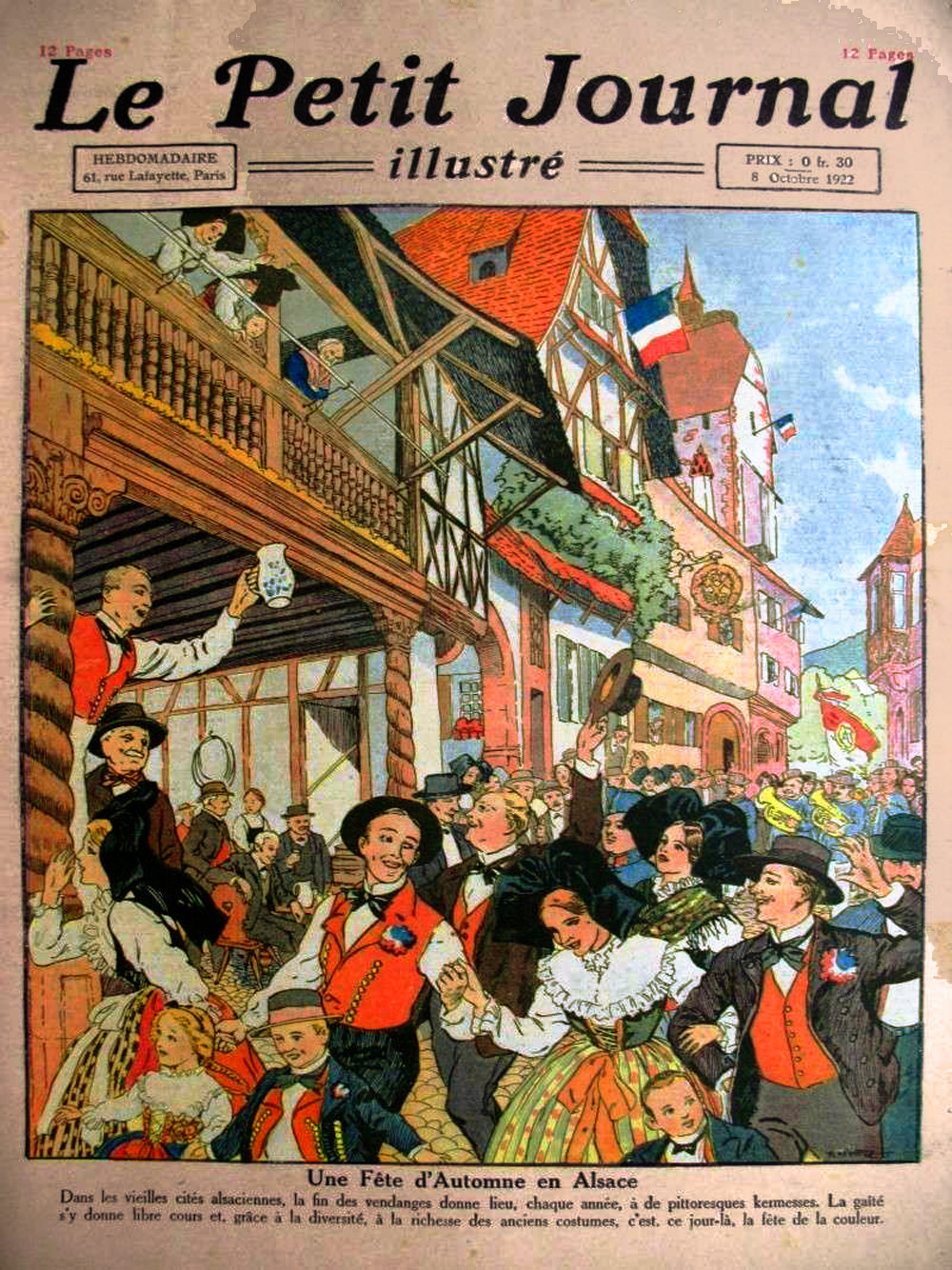
Skördefestival i Alsace 1922.

Liksom för bourgogneviner är vinerna i Alsace nästan alltid endruvsviner. Undantagen är Edelzwicker och Gentil som är gjort på en blandning av druvsorter. Den främsta druvan är Riesling som kan ge viner av mycket hög kvalitet som kännetecknas av sin citrus-, honung- och petroleumdoft, speciellt i lagrade viner. En annan druva som förknippas med Alsace är Gewürztraminer (i Alsace stavad Gewurztraminer). Den ger viner med parfymerad och kryddig doft. Det förekommer fler välkända druvor och Alsace har total 16 000 hektar planterat.
Druvor per hektar (ha):
- Riesling 3 400 ha
- Pinot blanc/ auxerrois 3 200 ha
- Gewurztraminer 3000 ha

- Pinot gris 2400 ha (fram till 2005 kallad Tokay-Pinot Gris)
- Pinot noir 1 800 ha
- Silvaner 1000 ha
- Muscat à petit grains
- Muscat ottonel
- Chasselas
- Pinot noir

Pinot Blanc är inte bara namnet på en druva utan även tillåten beteckning för vitt vin från någon/några av druvorna Pinot Blanc, Auxerrois, Pinot Gris samt Pinot Noir.
De mindre kända druvorna som har lång historia i Alsace är:
- Chasselas
- Silvaner
- Klevener d'Heiligenstein

Dessa druvor kan ge förnämliga viner i händerna på hängivna odlare och bör inte negligeras.

## Klassning
Det finns tre ursprungsbeteckningar för Alsaceviner; AOP Alsace (70%), AOP Alsace Grand Cru (51 gårdar) samt AOP Crémant d'Alsace (25%). Den totala odlingsarealen är 15 230 ha som fördelas på 119 byar. 
För varje kategori finns fastställda regler om beskärningsmetod, maximal avkastning samt lägsta tillåtna mognadsgrad (sockerhalt) vid skörd. För AOC Alsace och AOC Crémant d'Alsace tillåts minst 80 hl/ha, medan produktionen av viner som skall klassas som AOP Grand Cru normalt är begränsad till 55 hl/ha.

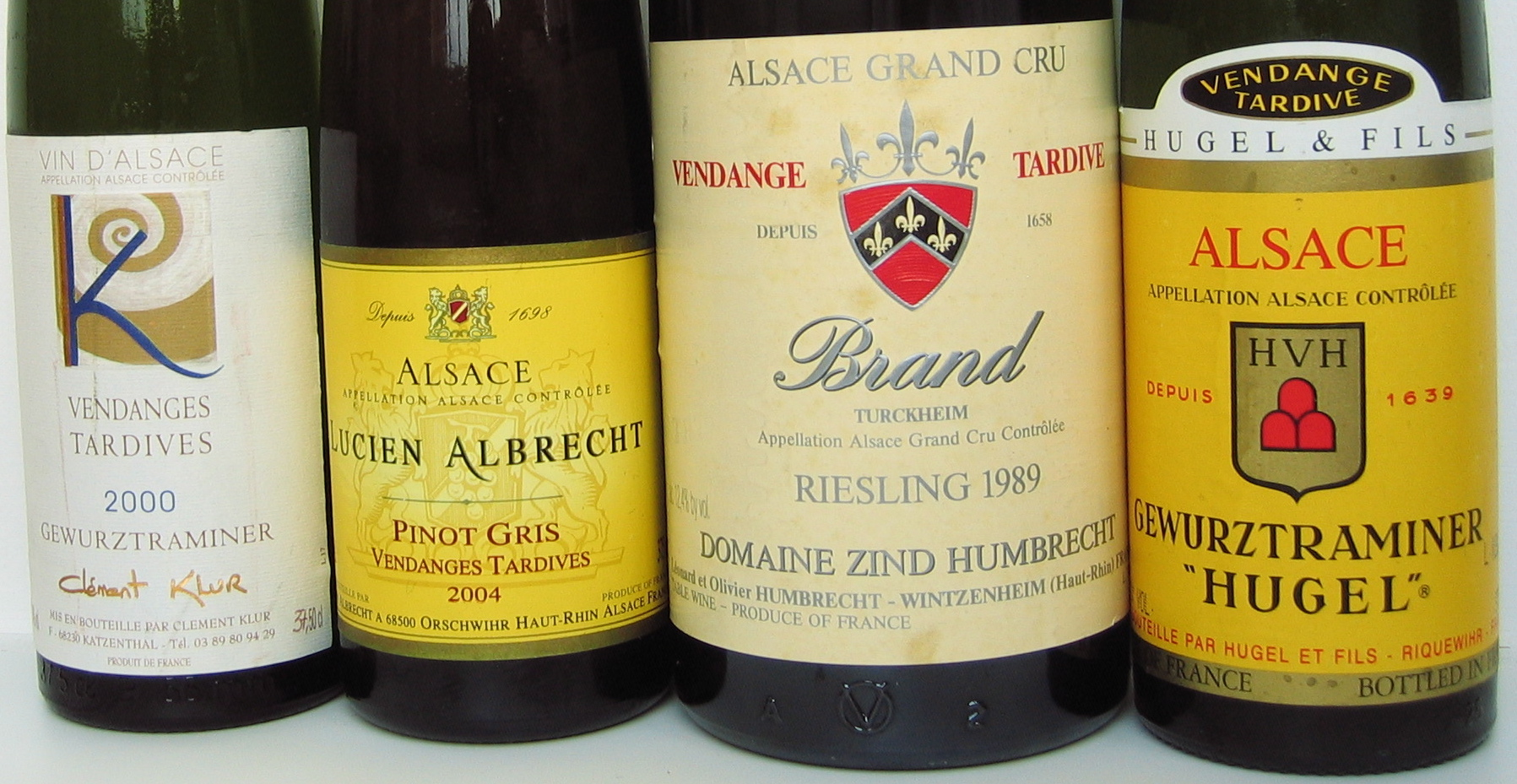
Fyra olika Vendange Tardive (Sött vin av sent skördade druvor).

Sockerhalten är ett grovt mått på mognadsgraden. Som exempel på reglering kan nämnas att druvor för AOP Alsace Riesling skall ha en sockerhalt på 144 gram/liter, motsvarande 8,5 % potentiell alkoholhalt. Motsvarande siffra för AOP Alsace Riesling Grand Cru är 185 gram/liter, eller 11 % potentiell alkohol.
För söta viner finns två särskilda beteckningar:
- Vendange tardive: vilket betyder "sen skörd", motsvarande det tyska Spätlese.
- Sélection de grains nobles: Sen skörd på utvalda ädelrötade druvor. Detta vin görs inte varje år och när det görs blir det i små kvantiteter. Detta vin mostvarar Sauternes och Tokajer.

Dessa två kategorier får enbart göras av Riesling, Gewurztraminer, Muscat och Pinot Gris under strikt kontroll av INAO.

## AOP Alsace Grand-Cru
Det finns 51 vingårdar i Alsace vars viner får säljas under beteckningen Grand Cru. De första 25 lägena fick sina rättigheter 1983, och ytterligare 25 tillfördes 1990. 2006 fick även Kaefferkopf (Ammerschwihr) status som Grand Cru.
För att få ha beteckningen AOP Alsace Grand-Cru på etiketten måste vinet komma uteslutande från druvor från de av INAO godkända vingårdarna i Alsace och vara godkända av en expertpanel. Endast fyra druvor är godkända för AOP-klassningen: Riesling, Gewurztraminer, Muscat och Pinot Gris. Dessutom ställs krav på lägsta alkoholhalt vilken är högre än vanliga Alsaceviner. Etiketten måste visa vilken av de fyra tillåtna sorterna som används, årgången och namnet på vingården.
Totalt omfattar Alsace Grand Cru 12 % av arealen, men endast 4 % av produktionen. Orsaken till denna diskrepans är att avkastningen är betydligt lägre på Grand crumark, att en ansenlig del av arealen är planterad med icke tillåtna druvor, samt att en viss del av vinerna klassas ned av odlarna för att säljas som vanlig AOC Alsace.
Från 2005 har några vingårdar fått särskilda regler. Från vingården Zotzenberg i Mittelbergheim får produceras Grand Cru Sylvaner (men ej Muscat), medan man från Altenberg de Bergheim får göra Grand cruviner från en reglerad blandning av de fyra ädla druvorna.
Varje Grand Cru har en unik terroirkaraktär beroende på jordart och bergart, mikroklimat, exponering samt odlingstradition. 
Klassificeringen av vingårdarna innefattar ingen inbördes rangordning, men till de mest förnäma räknas, från norr till söder, Kastelberg (Andlau), Altenberg (Bergheim), Geisberg (Ribeauville), Rosacker (Hunawihr), Schoenenbourg (Riquewihr), Furstentum (Kientzheim), Schlossberg (Kientzheim/Kaysersberg), Pfersigberg (Eguisheim), Zinnkoepfle (Westhalten/Soulzmatt) och Rangen (Thann).

## AOP Crémant d'Alsace
Denna beteckning har Alsace mousserande viner. Vid sidan av Champagne är Alsace Frankrikes ledande tillverkare av denna typ av vin. Vinerna är i vanligen gjorda på Pinot Blanc, men även Auxerrois, Pinot Gris, Pinot Noir, Riesling och Chardonnay förekommer.

## Kända Alsaceproducenter
- Vinkällaren hos Trimbach, grundat 1626.Domaine Marcel Deiss (Bergheim)
- Trimbach (Ribeauvillé)
- Hugel (Riquewihr)
- Domaine Paul Blanck (Kientzheim)
- Domaine Weinbach (Kaysersberg)
- Schoffit (Colmar)

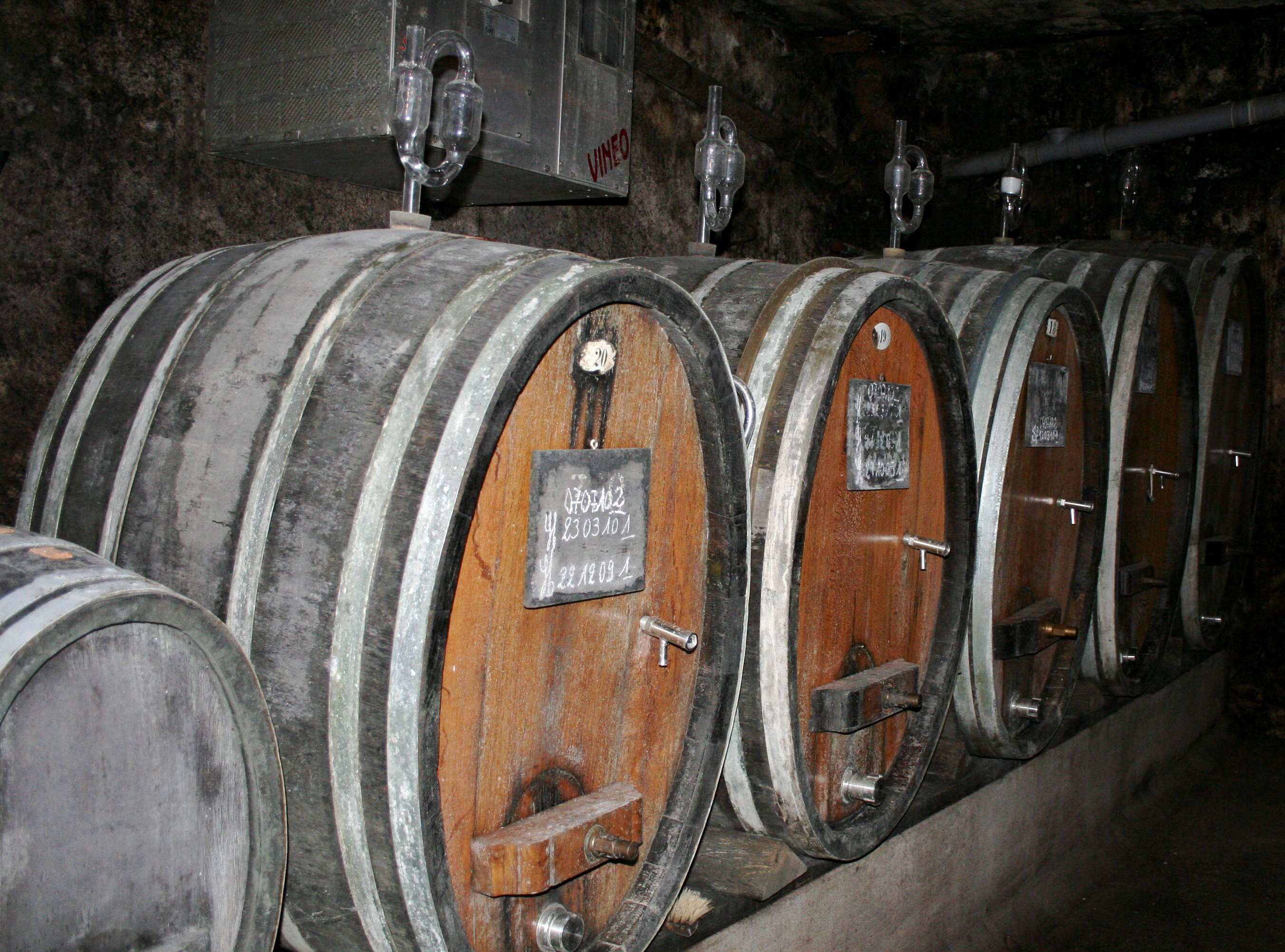
Vinkällaren hos Trimbach, grundat 1626.

- Domaine Zind Humbrecht (Turckheim)
- Muré/Clos St Landelin (Rouffach)
- Domaine Joseph Gruss et Fils (Eguisheim)